# Roman Egorov
Roman Egorov (n. 25 ianuarie 1974, Leningrad, RSFS Rusă, URSS) este un înotător rus, medaliat olimpic. A participat la o ediție a Jocurilor Olimpice (1996) în care a câștigat două medalii de argint.